# Pujie
El príncipe Aisin-Gioro Pujie (16 de abril de 1907-28 de febrero de 1994) fue el hermano menor y heredero de Puyi, el último Emperador de China. En 1945 fue arrestado por colaborar con los japoneses durante la Segunda Guerra Mundial. Fue liberado en 1960, y al igual que su hermano, más tarde se unió al Partido Comunista de China (PCCh).

## Biografía

### Primeros años
Nació en Pekín en 1907. Pujie era el segundo hijo de Zaifeng y su esposa Youlan. Cuando era niño fue llevado a la Ciudad Prohibida, en Pekín, para ser el compañero de juegos y clases de su hermano Puyi. Un incidente muy conocido relató cómo el joven Puyi se enfadó al ver que el revestimiento interior de una de las capas de Pujie era de color amarillo, pues este color estaba prohibido para vestirlo salvo en el caso del Emperador.  
En 1929 Pujie fue enviado a Japón para estudiar. Se graduó de la Escuela de Gakushüin Peers y hablaba con fluidez el idioma japonés. A continuación, pasó a la Academia del Ejército Imperial Japonés, donde se graduó en julio de 1935.

### Matrimonio
Pujie se casó por primera vez en 1924 con una princesa manchú llamada Tángshíxiá (唐石霞) pero no tuvieron ningún hijo. Dejó a su esposa cuando se marchó a Japón para estudiar, y el matrimonio se disolvió algunos años más tarde. Después de graduarse de la Academia del Ejército Imperial Japonés, Pujie acordó un matrimonio de conveniencia con una mujer de la nobleza japonesa. Pujie eligió a lady Hiro Saga (1914-1987), que era pariente de la Familia Imperial Japonesa, de una fotografía de una serie de posibles candidatas aprobadas por el Ejército de Kwantung. 
Como su hermano Puyi no tenía heredero directo, la boda tenía fuertes implicaciones políticas, y se dirigió tanto a fortalecer las relaciones entre las dos naciones como a la introducción de sangre japonesa en la Familia Imperial Manchú.
La ceremonia de compromiso tuvo lugar en la Embajada de Manchukuo en Tokio el 2 de febrero de 1937, con la boda oficial celebrada en la Sala Imperial del Ejército en Kudanzaka el 3 de abril. En octubre la pareja se mudó a Hsinking, la capital de Manchukuo, donde Puyi era entonces el Emperador, aunque realmente era un títere de los japoneses.

### Manchukuo
Como su hermano mayor Puyi no tenía hijos, Pujie fue considerado por primera vez en la línea de sucesión al trono de Manchukuo, y los japoneses lo proclamaron oficialmente como heredero. Sin embargo, no fue nombrado por su hermano como heredero de la dinastía Qing, como las tradiciones imperiales declaraban que un emperador sin hijos debe elegir a su heredero de una de las próximas generaciones de la familia. En Manchukuo Pujie fue jefe honorario de la Guardia Imperial de Manchukuo, y llegó a mandar el Regimiento de caballería de la Guardia Imperial entre 1937 y 1940. Regresó brevemente a Japón en 1944 para asistir a la Escuela Superior del Ejército. 
En el momento de la caída de Manchukuo, durante la Batalla de Manchuria en agosto de 1945, Pujie inicialmente intentó huir al exilio en Japón con su hermano. Sin embargo, como se hizo evidente que no era posible escapar, optó por regresar a Hsinking en un intento fallido de entregar la ciudad a las fuerzas del Kuomintang de la República de China, para evitar que la ciudad fuese ocupada por la Unión Soviética. 
Pujie fue detenido por el Ejército Rojo y fue enviado a sendos campos de prisioneros en Chita y Jabarovsk junto a su hermano y otros parientes. Con el acercamiento sino-soviético después del establecimiento de la República Popular de China en 1949, Pujie fue extraditado a China el año siguiente.

### Bajo la República Popular de China
A su regreso a China, Pujie fue encarcelado en el Centro de Gestión de Criminales de Guerra de Fushun. Preso modelo, se convirtió en un símbolo de la indulgencia por el régimen comunista, en 1960 se unió al Partido Comunista de China (como su hermano), y más tarde ocupó varios puestos importantes. 
En 1961 Pujie se reunió con su esposa con el permiso de primer ministro chino Zhou Enlai. La pareja vivió en Pekín desde 1961 hasta su muerte en 1987. 
En 1978, Pujie se convirtió en diputado de Shanghái en la V Asamblea Nacional del Poder Popular. Posteriormente fue diputado por Liaoning, miembro del Comité Permanente del Buró, y Vicepresidente del Comité de Nacionalidades del VI Congreso Nacional del Pueblo en 1983. Fue nombrado Jefe Adjunto del Grupo de Amistad China-Japón de 1985, subió a un asiento en el Presidium del VII Congreso Nacional del Pueblo en 1988. Desde 1986, Pujie fue también director honorario para el Fondo de Bienestar para Discapacitados de la República Popular China.
Además, fue asesor técnico en la película de 1987 El último emperador, que narra la vida de su hermano Puyi.
Bajo los términos de una ley de sucesión adoptada en 1937 Pujie, como hermano del emperador, era el heredero cuando Puyi murió en 1967 y no tuvo hijos. Cuando murió, el derecho de sucesión pasó a su pariente masculino más cercano, es decir, Jin Youzhi, su medio hermano.

## Descendencia
1. Princesa Aisin-Gioro Huisheng 慧生 (1938-1957) - Princesa (Chün Chu Kung Chu) Huisheng, nació en Hsingking en febrero de 1939 y fue educada en privado y luego estudió en la Universidad de Gakushüin. Ella murió en Izu, cerca de Tokio el 10 de diciembre de 1957 en lo que parece haber sido un asesinato-suicidio.
2. Princesa Aisin-Gioro Yunsheng 嫮生 (1940) - Princesa (Chün Chu Chu Kung) Yunsheng fue educada en privado y luego estudió en la Universidad de Mujeres de Gakushüin en Tokio. Más tarde se casó con Kosei Fukunaga, un antiguo aristócrata japonés empleado en la industria del automóvil de Tokio. Ella tiene cinco hijos.